# Peter The Great
Peter The Great, född 1895 i Kalamazoo i Michigan, död 1923 i French Lick i Indiana, var en amerikansk standardhäst. Han är ansedd som en av de viktigaste avelshingstarna inom utvecklingen av den amerikanska standardhästen.

## Historia
Peter The Great skapade en blodslinje inom utvecklingen av den amerikanska standardhästen, genom Hambletonian 10:s avkomma Happy Medium, som var hans farfar. Peter The Great föddes upp av D. D. Streeter i Kalamazoo i Michigan.
Vid två års ålder sattes han i träning hos Peter V. Johnston. Han tävlingsdebuterade sent som tvååring, då han visade riktigt fina kvalitéer. Peter The Great hade ett dåligt trav, vilket gjorde att han krävde tunga skor och vikter till hjälp.
Som treåring segrade han i Kentucky Futurity, och det förväntades att han skulle dominera treåringssäsongen. Hans framkotor skapade emellertid problem, och 1898 såldes han till 1898 såldes han till J. Malcolm Forbes i Boston i Massachusetts och sattes i träning hos Henry Titer på Forbes Farm i Massachusetts.
Från 1901 och framåt användes han enbart som avelshingst. 1903 såldes han på auktion i Madison Square Garden i New York, och köptes då av Peter Duryea och E. D. Stokes. De skickade honom till Patchen Wilkes Farm i Lexington i Kentucky för att verka som avelshingst. 1916 bytte han ägare igen och flyttade till Stoughton Fletcher och Tom Taggart, som bodde i Indianapolis i Indiana. De placerade honom på Forkland Farm i Kentucky i två säsonger. Därefter bodde han på Laurel Hall Farm i Indianapolis i en speciell ladugård.

### Död
Han avled 1928, och är begravd på Tom Taggarts bostad nära French Lick i Indiana. För att hedra Peter The Great uppfördes ett monument. Inskriptionen lyder: "By sheer merit he lifted his name to the head of all trotting progenitors. Death left him unrivaled by one of his own breed regardless of era, age, or breeding."

## Exteriör
Peter the Great var drygt 160 cm vid manken, 157 cm vid höfterna och 165 cm lång. Han var brun med en vit stjärna i pannan, samt en vit strumpa på vänster bakben.

## Avkommor
Under sin livstid betäckte Peter The Great tusentals ston. Han var helt dominerande som avelshingst i USA, och blev far till bland annat sex segrare av Kentucky Futurity. Hans ston blev goda avelsston och fick med hingstar från Axworthys blodslinje många goda avkommor.